# 卡朗日维尔
卡朗日维尔（法語：Callengeville，法語發音：[kalɑ̃ʒvil]）是法国滨海塞纳省的一个市镇，属于迪耶普区。

## 地理
卡朗日维尔（49°48'38"N, 1°31'11"E）面积17.13 平方千米，位于法国诺曼底大区滨海塞纳省，该省份为法国北部沿海省份，其西部及北部濒大西洋英吉利海峡，东起顺时针与索姆省、瓦兹省、厄尔省和卡爾瓦多斯省接壤。
与卡朗日维尔接壤的市镇（或旧市镇、城区）包括：克莱、法朗库尔、富卡蒙、普勒斯维尔、斯梅尔梅尼勒、维莱苏富卡蒙。

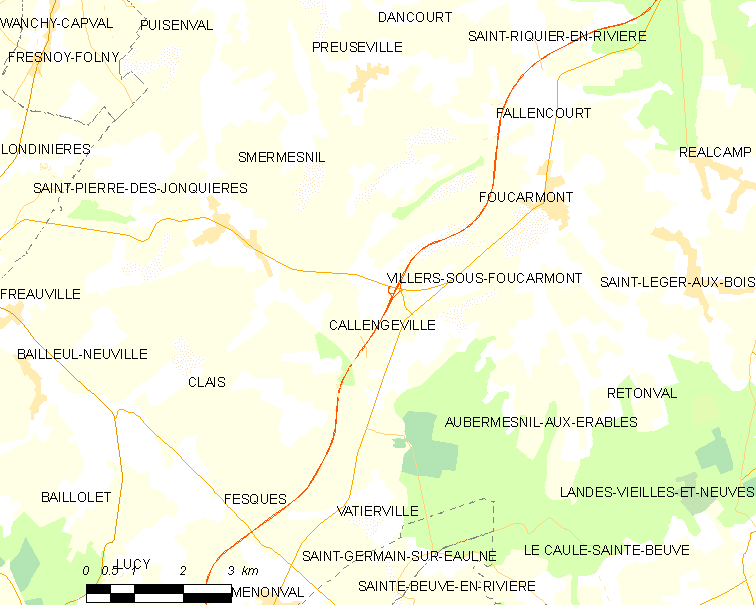
卡朗日维尔的OSM定位图

卡朗日维尔的时区为UTC+01:00、UTC+02:00（夏令时）。

## 行政
卡朗日维尔的邮政编码为76270，INSEE市镇编码为76122。

## 政治
卡朗日维尔所属的省级选区为布赖地区讷沙泰勒县。

## 人口

1962-2008年间卡朗日维尔人口变化图示

卡朗日维尔于2022年1月1日时的人口数量为501人。